# Braieské Dolomity
Braieské Dolomity (italsky Dolomiti di Braies, německy Pragser Dolomiten) jsou horskou skupinou v Dolomitech mezi údolím Pustertal na severu, údolím Höhlensteintal na východě a údolím Gadertal na západě. Jižní hranice vede údolím Enneberger nebo Rautal, které se odděluje od údolí Gadertal, a pokračuje v čele údolí Rautal kolem severní strany horské skupiny Camin do Campo Croce a do údolí Valle del Boite až k průsmyku Gemärkpass. Jako součást dolomitských horských skupin, které UNESCO sdružuje pod názvem Severní Dolomity, jsou Braieské Dolomity od 26. června 2009 součástí Světového dědictví Dolomity. Braieské Dolomity se dělí na dvě skupiny.
Dolomity di Braies jsou rozděleny především údolím Braies, které se po několika kilometrech rozvětvuje na náhorní planinu Plätzwiese a známé jezero Lago di Braies. Velká část patří do přírodního parku Fanes-Sennes-Prags v Jižním Tyrolsku v Itálii.
Většinou strmě se svažující severní hřeben s průměrnou nadmořskou výškou 2500 m zakrývá výhled z údolí Pustertal na jižněji položený hlavní hřeben, který tvoří vyšší vrcholy v linii od jihovýchodu k severozápadu. Braieské Dolomity zahrnují přibližně:
- Hohe Gaisl (3146 m)
- Kleine Gaisl (2857 m)
- Dürrenstein (2839 m)
- Seekofel (2810 m)
- Muntejela de Senes (2787 m)
- Helltaler Schlechten (2711 m)
- Muntejela de Ciastlins (2673 m)
- Piz da Peres (2507 m)
- Dreifingerspitze (2479 m)
- Kronplatz (2275 m)
- Geierwand (2088 m)[2]

## Galerie

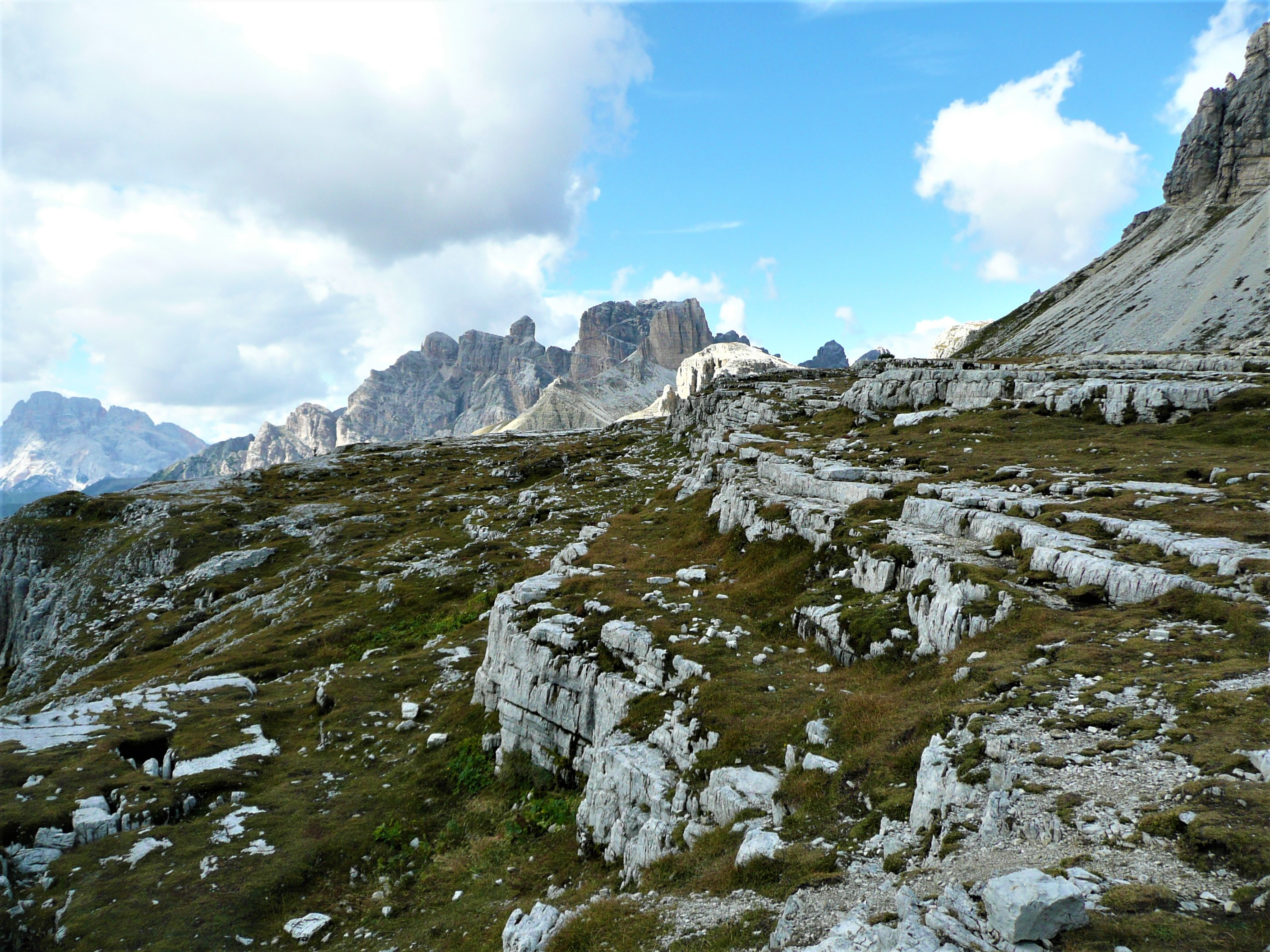
Pohled na Braieské Dolomity z chaty Dreizinnenhütte
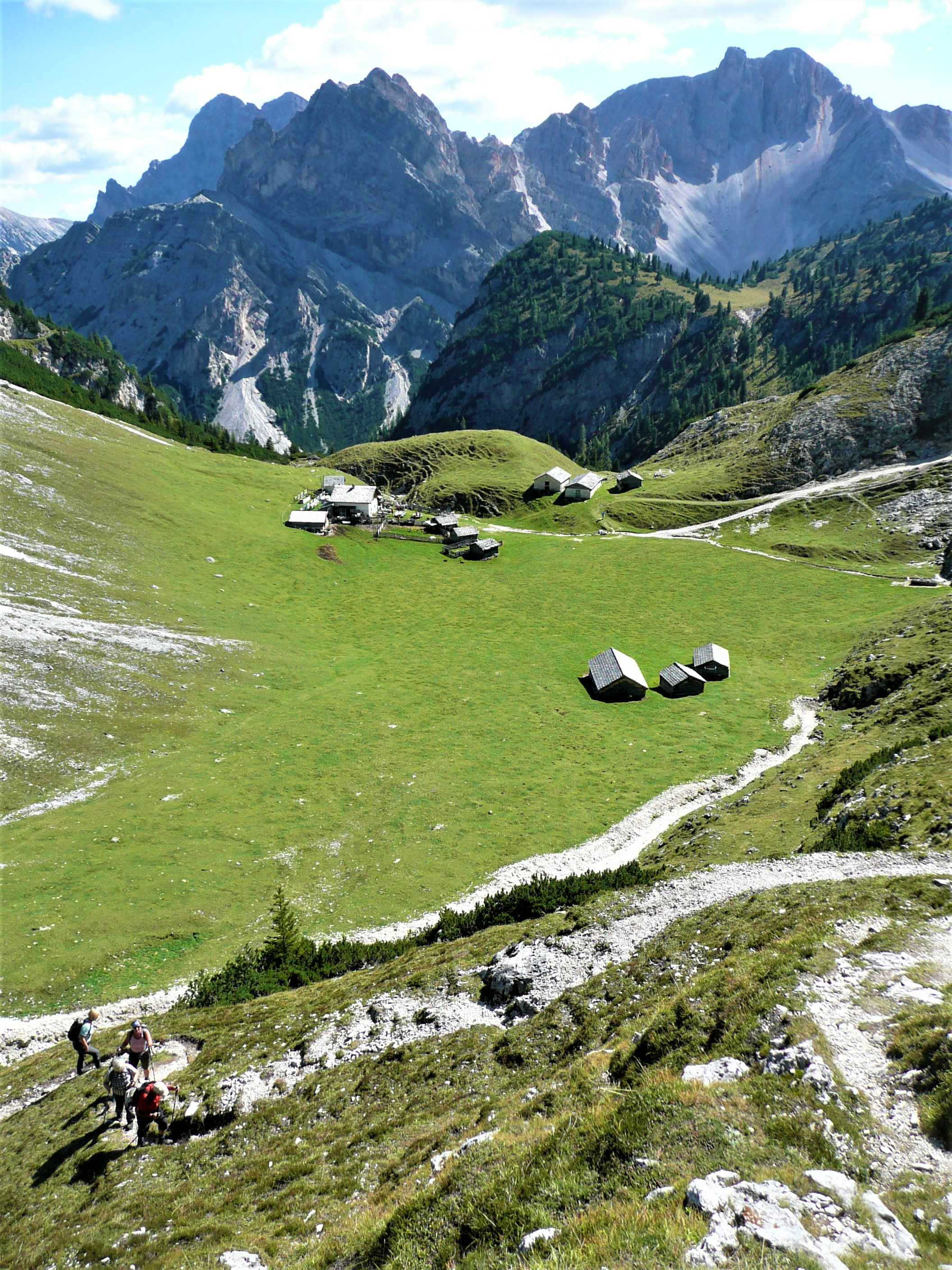
Dolomity di Braies a chata Hochalmhütte při pohledu od Lapedurscharte
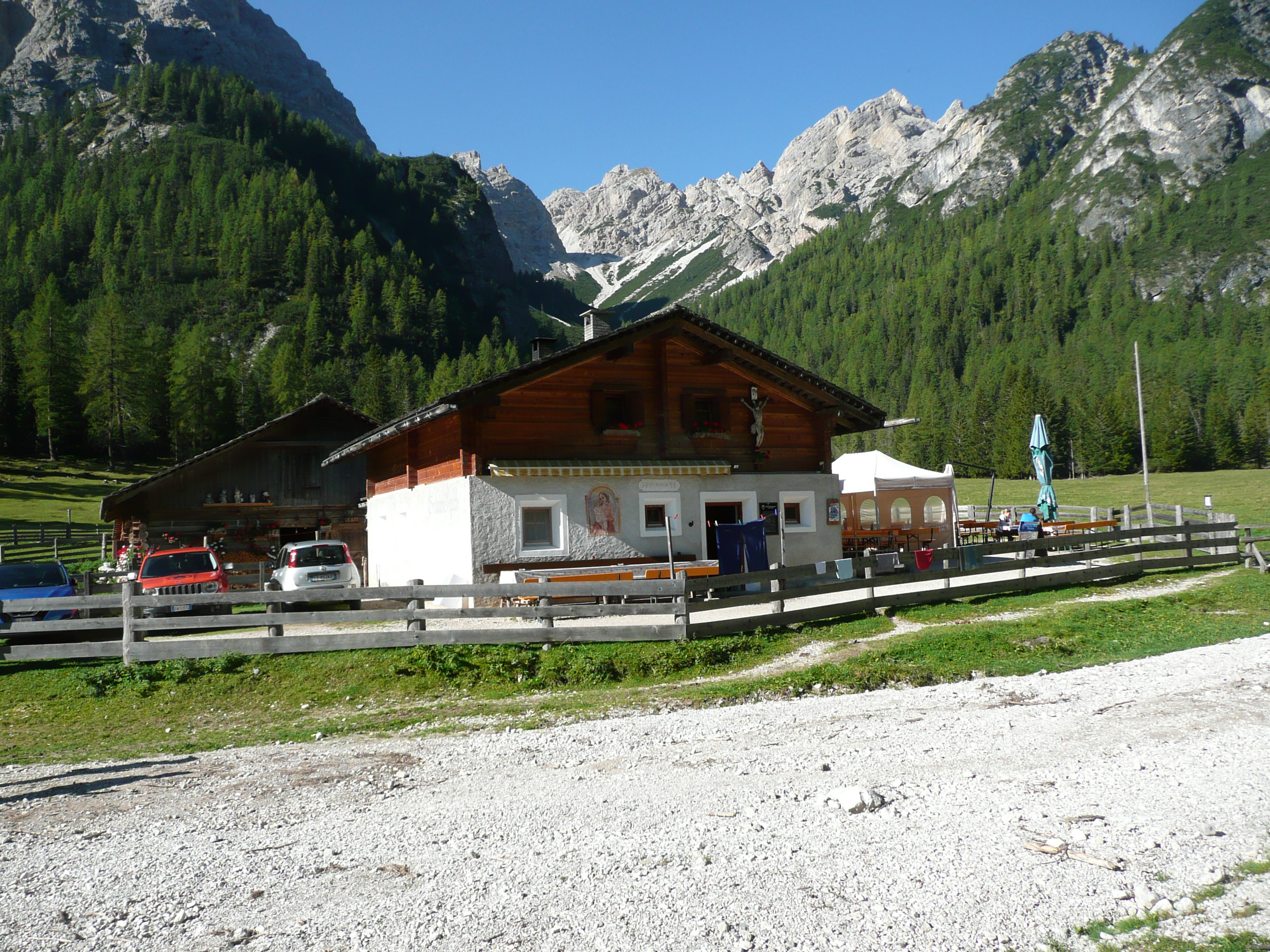
Braieské Dolomity u Grünwaldalmu ve stejnojmenném údolí